# Federació Turca de Futbol
La Federació Turca de Futbol (turc: Türkiye Futbol Federasyonu; TFF) és la institució que regeix el futbol a Turquia. Agrupa tots els clubs de futbol del país i es fa càrrec de l'organització de la Lliga turca de futbol i la Copa. També és titular de la Selecció de futbol de Turquia absoluta i les de les altres categories.
Va ser formada el 23 d'abril de 1923.
- Afiliació a la FIFA: 1923
- Afiliació a la UEFA: 1962